# Springhill (Montana)
Springhill es un lugar designado por el censo (en inglés, census-designated place, CDP) ubicado en el condado de Gallatin, Montana, Estados Unidos. Según el censo de 2020, tiene una población de 120 habitantes.

## Geografía
La localidad está ubicada en las coordenadas 45°53′3″N 111°4′54″O / 45.88417, -111.08167 (45.88418, -111.081733). Según la Oficina del Censo de los Estados Unidos, Springhill tiene una superficie de 7.20 km² de tierra y 0.003 km² de agua.

## Demografía
Según el censo de 2020, hay 120 personas residiendo en Springhill. La densidad de población es de 17 hab./km². El 95.00% de los habitantes son blancos, el 0.83% es asiático y el 4.17% son de una mezcla de razas. Del total de la población, el 3.33% son hispanos o latinos de cualquier raza.